# Mycalesis bibundensis
Mycalesis bibundensis är en fjärilsart som beskrevs av Embrik Strand 1913. Mycalesis bibundensis ingår i släktet Mycalesis och familjen praktfjärilar. Inga underarter finns listade i Catalogue of Life.